# Șevți, Novi Sanjarî
Șevți (în ucraineană Шевці) este un sat în comuna Poluzirea din raionul Novi Sanjarî, regiunea Poltava, Ucraina.